# Hierarki
Hierarki (av grek. ‘Ιερός hieros, helig, och αρχή arche "förste", "härska") betecknar en organisationsform med utpräglat centralstyre, som ofta förekommer inom såväl militär, stat, samhälle, kyrka som företag, men även i överförd bemärkelse inom vetenskapen, till exempel systematik. 
En hierarki brukar visualiseras genom en pyramid eller en triangel, som åskådliggör dels ordningen, dels mängden av personer i olika skikt av organisationen: det blir färre och färre mot toppen och fler mot basen. En annan slags organisationsform är en så kallad platt organisation, där det inte finns någon överordnad och där man har en horisontell arbetsdelning. 
Den som ligger över någon i en hierarki kan utfärda order till den/dem som ligger närmast under. I företag finns därför vanligtvis en utpräglad bild av hur maktfördelningen ser ut. Likt en pyramid "rapporterar" den som sägs ligga under någon annan i den hierarkiska ordningen till den som ligger närmast över denne. Den hierarkiska ordningen blir tydligare i större organisationer där makt, eller ansvar, sker i flera nivåer. Det leder till att det skapas hierarkiska system där processen att fatta beslut blir längre. I större företag finns ofta en strikt formell hierarki där man avgränsar det område någon bestämmer över i koncern, bolag, dotterbolag, sektioner, avdelningar och grupper. På senare år har andra organisationsformer prövats, och det har strävats efter en mer direkt demokratisk ordning. Bland annat anarkister och vissa socialister menar i regel att organisationsformen är odemokratisk och ojämlik.
Vidare är byråkrati ett enkelt sätt att rent teoretiskt visa hierarkiska strukturer, där ett företags uppbyggnad blir tydlig att skåda. Exempelvis kan ett litet företag beskrivas som en enkel struktur där chefen är med och styr och ställer i själva processen till skillnad från en stor maskinbyråkrati där mellanchefer får en viktig roll i att, utifrån sin hierarkiska maktposition, lyckas koordinera arbete för de som befinner sig under samt "rapportera" till de ovan i hierarkin.
Inom militären finns det en tydlig hierarkiskt struktur med tydliga riktlinjer om vem som står över vem där man har en viss grad. Graden visar hur högt uppsatt du är och på vilket trappsteg du befinner dig på i den hierarkiska trappan. Vidare är sättet man hälsar på en överordnad ett tydligt tecken på att visar tydliga tecken på en hierarkisk ordning. 
I samhället talar man ofta om patriarkala strukturer där män sitter på större makt än kvinnor gällande exempelvis flest ledande positioner i samhället, men även gällande exempelvis vanliga jobb och lön. Det finns även hierarkisk ordning inom arvsrätt, främst historiskt, där män går före kvinnor gällande arv.  
Inom språkvetenskapen talar man om språkets hierarki eller språkets nivåer.

## Orsaker till hierarkisk struktur inom organisationer
När en organisation växer och blir större så ökar ofta antalet medarbetare och komplexiteten i den rådande strukturen. Komplexiteten inom organisationen är en stor orsak till att det framkommer en hierarkisk ordning  När arbetsuppgifterna och arbetsteknikerna förändras krävs det mer expertis och specialisering hos yrkesrollerna. Dessa specialister utgör en essentiell del av organisationen och man kan då tala om uttrycket Teknokrati som bygger på att beskriva vikten av den tekniska kompetensen inom en organisation. När en organisation växer och medarbetarantalet ökar så finns det ett större behov av en tydlig central ledning som kan arbeta för att hålla ihop gruppen och driva alla i rätt riktning. Naturligt växer  det fram en vertikal arbetsfördelning där vissa personer tar på sig ökad makt. Behovet av ledning ökar eftersom strukturen blir mer sårbar när denna förändras i storlek och det krävs nu ett betydligt tydligare ledarskap som syns och där ledarna behöver bidra till att stärka kulturen.
I den rådande marknaden så är organisationer och företag alltid påverkade av Konkurrens från externa faktorer. Denna miljö präglas av konflikter och problem som kräver ett beslutsfattande. Det behövs ledare som kan genomföra dessa beslut och lösa konflikter såväl internt som externt inom organisationen. Arbetsplatsen kommer alltid att bidra till  en klasskamp där medarbetarna har olika strävan i att utvecklas och klättra inom organisationen, d.v.s. komma högre upp i den hierarkiska pyramiden. I ett framväxande hierarkiskt system så skapas det över- och underordningsförhållanden som skapar tydliga regler för beslutsfattande och arbetsfördelning  .